# T.C. Ziraat Bankası Spor Kulübü 2014-2015
Questa voce raccoglie le informazioni riguardanti il T.C. Ziraat Bankası Spor Kulübü nella stagione 2014-2015.

## Organigramma societario
Area direttiva
- Presidente: Ali Kılıç

Area tecnica
- Allenatore: Fernando Benítez
- Secondo allenatore: Erkan Toğan, Görkem İşgüzar
- Statistico: Mustafa Korkmaz

## Rosa
| N° | Nome               | Ruolo | Data di nascita  | Nazionalità sportiva |
| -- | ------------------ | ----- | ---------------- | -------------------- |
| 1  | Selim Demir        | P     | 2 aprile 1996    | Turchia              |
| 2  | Berkan Bozan       | P     | 28 maggio 1991   | Turchia              |
| 4  | Antonin Rouzier    | O     | 18 agosto 1986   | Francia              |
| 5  | Burak Güngör       | S     | 28 luglio 1993   | Turchia              |
| 6  | Alexandre Ferreira | S     | 13 novembre 1991 | Portogallo           |
| 7  | Emre Savaş         | C     | 3 luglio 1995    | Turchia              |
| 8  | Volkan Döne        | L     | 19 febbraio 1987 | Turchia              |
| 9  | Serhat Coşkun      | O     | 8 luglio 1987    | Turchia              |
| 10 | Cansın Enaboifo    | S     | 9 luglio 1995    | Turchia              |
| 11 | Hüseyin Koç        | P     | 30 luglio 1979   | Turchia              |
| 12 | Fatih Uğur         | C     | 1º gennaio 1990  | Turchia              |
| 15 | Koray Şahin        | C     | 17 maggio 1993   | Turchia              |
| 16 | Alperay Demirciler | L     | 1º febbraio 1993 | Turchia              |
| 17 | Cüneyt Dağcı       | C     | 13 febbraio 1985 | Turchia              |
| 13 | Israel Rodríguez   | S     | 27 agosto 1981   | Spagna               |

## Mercato
| Acquisti | Acquisti           | Acquisti        | Acquisti   |
| R.       | Nome               | da              | Modalità   |
| -------- | ------------------ | --------------- | ---------- |
| O        | Antonin Rouzier    | Piemonte        | definitivo |
| S        | Alexandre Ferreira | Trentino        | definitivo |
| C        | Emre Savaş         | Çankaya         | definitivo |
| L        | Volkan Döne        | Gümüşhane Torul | definitivo |
| S        | Cansın Enaboifo    | Çankaya         | definitivo |
| P        | Hüseyin Koç        | Halkbank        | definitivo |
| S        | Israel Rodríguez   | Tomis Costanza  | definitivo |

| Cessioni | Cessioni         | Cessioni             | Cessioni   |
| R.       | Nome             | a                    | Modalità   |
| -------- | ---------------- | -------------------- | ---------- |
| P        | Nimir Abdel-Aziz | ZAKSA                | definitivo |
| P        | Orçun Ergün      | Şahinbey             | definitivo |
| S        | Robert Horstink  | Powervolley Milano   | definitivo |
| S        | Kaan Çiçek       | Kahramanmaraş BB     | definitivo |
| C        | Murathan Kısal   | Maliye Milli Piyango | definitivo |
| S        | Mustafa Kavaz    | PTT                  | definitivo |
| L        | Murat Karakaya   | Şahinbey             | definitivo |
| S        | Mohamed Badawy   | Zamalek              | definitivo |
| O        | Serkan Oğuz      | ?                    | definitivo |

## Risultati

### Voleybol 1. Ligi

#### Regular season

##### Andata
| 1ª giornata - 19 ottobre 2014 Burhan Felek Spor Salonu, Istanbul         | Fenerbahçe      | 3 - 0 | Ziraat Bankası       | 25-20, 25-20, 27-25               |
| 2ª giornata - 26 ottobre 2014 Başkent Voleybol Salonu, Ankara            | Ziraat Bankası  | 3 - 1 | İnegöl               | 25-20, 25-27, 25-20, 25-19        |
| 3ª giornata - 29 ottobre 2014 Başkent Voleybol Salonu, Ankara            | Ziraat Bankası  | 3 - 2 | Maliye Milli Piyango | 28-30, 23-25, 25-16, 25-23, 16-14 |
| 4ª giornata - 2 novembre 2014 Burhan Felek Spor Salonu, Istanbul         | İstanbul BB     | 3 - 1 | Ziraat Bankası       | 25-21, 25-17, 19-25, 25-17        |
| 5ª giornata - 9 novembre 2014 Başkent Voleybol Salonu, Ankara            | Ziraat Bankası  | 3 - 1 | Şahinbey             | 25-21, 18-25, 25-22, 25-17        |
| 6ª giornata - 16 novembre 2014 Burhan Felek Spor Salonu, Istanbul        | Galatasaray     | 2 - 3 | Ziraat Bankası       | 25-20, 20-25, 23-25, 25-21, 12-15 |
| 7ª giornata - 23 novembre 2014 Başkent Voleybol Salonu, Ankara           | Ziraat Bankası  | 3 - 0 | Palandöken           | 25-15 25-16 25-22                 |
| 8ª giornata - 30 novembre 2014 İzmir Atatürk Spor Salonu, Smirne         | Arkas           | 3 - 2 | Ziraat Bankası       | 21-25, 25-16, 21-25, 25-18, 15-12 |
| 9ª giornata - 7 dicembre 2014 Başkent Voleybol Salonu, Ankara            | Ziraat Bankası  | 3 - 1 | Beşiktaş             | 20-25, 25-14, 25-15, 25-21        |
| 10ª giornata - 14 dicembre 2014 Torul Spor Salonu ve Cim Saha, Gümüşhane | Gümüşhane Torul | 0 - 3 | Ziraat Bankası       | 24-26, 20-25, 21-25               |
| 11ª giornata - 21 dicembre 2014 Başkent Voleybol Salonu, Ankara          | Ziraat Bankası  | 0 - 3 | Halkbank             | 14-25, 19-25, 23-25               |

##### Ritorno
| 12ª giornata - 13 gennaio 2015 Başkent Voleybol Salonu, Ankara            | Ziraat Bankası       | 1 - 3 | Fenerbahçe      | 19-25, 22-25, 25-20, 23-25        |
| 13ª giornata - 17 gennaio 2015 İnegöl Kapalı Spor Salonu, İnegöl          | İnegöl               | 1 - 3 | Ziraat Bankası  | 17-25, 21-25, 25-23, 21-25        |
| 14ª giornata - 24 gennaio 2015 Başkent Voleybol Salonu, Ankara            | Maliye Milli Piyango | 2 - 3 | Ziraat Bankası  | 25-27, 25-20, 17-25, 26-24, 10-15 |
| 15ª giornata - 31 gennaio 2015 Başkent Voleybol Salonu, Ankara            | Ziraat Bankası       | 3 - 1 | İstanbul BB     | 21-25, 25-22, 25-20, 25-22        |
| 16ª giornata - 7 febbraio 2015 Karatas Sahinbey Spor Salonu, Gaziantep    | Şahinbey             | 0 - 3 | Ziraat Bankası  | 22-25, 22-25, 25-27               |
| 17ª giornata - 14 febbraio 2015 Başkent Voleybol Salonu, Ankara           | Ziraat Bankası       | 3 - 2 | Galatasaray     | 19-25, 25-14, 25-21, 23-25, 15-13 |
| 18ª giornata - 21 febbraio 2015 Recep Tayyip Erdoğan Spor Salonu, Erzurum | Palandöken           | 0 - 3 | Ziraat Bankası  | 22-25, 23-25, 21-25               |
| 19ª giornata - 28 febbraio 2015 Başkent Voleybol Salonu, Ankara           | Ziraat Bankası       | 3 - 1 | Arkas           | 26-28, 25-23, 25-21, 25-21        |
| 20ª giornata - 7 marzo 2015 BJK Akatlar Arena, Istanbul                   | Beşiktaş             | 1 - 3 | Ziraat Bankası  | 25-17, 16-25, 17-25, 19-25        |
| 21ª giornata - 14 marzo 2015 Başkent Voleybol Salonu, Ankara              | Ziraat Bankası       | 3 - 0 | Gümüşhane Torul | 25-23, 25-19, 25-16               |
| 22ª giornata - 21 marzo 2015 Başkent Voleybol Salonu, Ankara              | Halkbank             | 3 - 0 | Ziraat Bankası  | 25-23, 30-28, 25-18               |

#### Play-off scudetto
| Quarti di finale (gara 1) - 3 aprile 2015 Haldun Alagaş Spor Salonu, Istanbul | İstanbul BB    | 3 - 2 | Ziraat Bankası | 25-22, 16-25, 18-25, 25-19, 15-13 |
| Quarti di finale (gara 2) - 6 aprile 2015 Başkent Voleybol Salonu, Ankara     | Ziraat Bankası | 3 - 0 | İstanbul BB    | 25-20, 25-14, 25-18               |
| Quarti di finale (gara 3) - 7 aprile 2015 Başkent Voleybol Salonu, Ankara     | Ziraat Bankası | 3 - 2 | İstanbul BB    | 26-28, 25-23, 25-17, 21-25, 15-13 |
| Final four (gara 1) - 17 aprile 2015 Mersin Toroslar Voleybol Salonu, Mersin  | Arkas          | 3 - 2 | Ziraat Bankası | 25-21, 23-25, 22-25, 25-22, 15-11 |
| Final four (gara 2) - 18 aprile 2015 Mersin Toroslar Voleybol Salonu, Mersin  | Ziraat Bankası | 0 - 3 | Halkbank       | 24-26, 24-26, 18-25               |
| Final four (gara 3) - 19 aprile 2015 Mersin Toroslar Voleybol Salonu, Mersin  | Ziraat Bankası | 3 - 1 | Galatasaray    | 21-25, 25-20, 25-18, 25-17        |
| Final four (gara 4) - 25 aprile 2015 Yüreğir Spor Salonu, Adana               | Galatasaray    | 0 - 3 | Ziraat Bankası | 18-25, 16-25, 21-25               |
| Final four (gara 5) - 26 aprile 2015 Yüreğir Spor Salonu, Adana               | Halkbank       | 3 - 0 | Ziraat Bankası | 25-20, 25-22, 33-31               |
| Final four (gara 6) - 27 aprile 2015 Yüreğir Spor Salonu, Adana               | Ziraat Bankası | 3 - 2 | Arkas          | 25-21, 23-25, 23-25, 25-22, 15-10 |

### Coppa di Turchia

#### Fase a eliminazione diretta
| Quarti di finale (andata) - 26 novembre 2014 Başkent Voleybol Salonu, Ankara     | Ziraat Bankası | 2 - 3 | Fenerbahçe     | 22-25, 15-25, 25-20, 25-20, 10-15 |
| Quarti di finale (ritorno) - 25 febbraio 2014 Burhan Felek Spor Salonu, Istanbul | Fenerbahçe     | 0 - 3 | Ziraat Bankası | 17-25, 22-25, 21-25               |
| Semifinali - 28 marzo 2014 Cengiz Göllü Kapalı Spor Salonu, Bursa                | Arkas          | 3 - 0 | Ziraat Bankası | 25-19, 25-18, 25-23               |

## Statistiche

### Statistiche di squadra
| Competizione     | Punti | In casa | In casa | In casa | In trasferta | In trasferta | In trasferta | Totale | Totale | Totale |
| Competizione     | Punti | G       | V       | P       | G            | V            | P            | G      | V      | P      |
| ---------------- | ----- | ------- | ------- | ------- | ------------ | ------------ | ------------ | ------ | ------ | ------ |
| Voleybol 1. Ligi | 48,3  | 13      | 11      | 2       | 12           | 7            | 5            | 31     | 21     | 10     |
| Coppa di Turchia | -     | 1       | 0       | 1       | 1            | 1            | 0            | 3      | 1      | 2      |
| Totale           | -     | 14      | 11      | 3       | 13           | 8            | 5            | 34     | 22     | 12     |

G = partite giocate; V = partite vinte; P = partite perse

### Statistiche dei giocatori
| Giocatore     | Campionato | Campionato | Campionato | Campionato | Campionato | Coppa di Turchia | Coppa di Turchia | Coppa di Turchia | Coppa di Turchia | Coppa di Turchia | Totale | Totale | Totale | Totale | Totale |
| Giocatore     | P          | PT         | AV         | MV         | BV         | P                | PT               | AV               | MV               | BV               | P      | PT     | AV     | MV     | BV     |
| ------------- | ---------- | ---------- | ---------- | ---------- | ---------- | ---------------- | ---------------- | ---------------- | ---------------- | ---------------- | ------ | ------ | ------ | ------ | ------ |
| B. Bozan      | 30         | 10         | 3          | 3          | 4          | 3                | 0                | 0                | 0                | 0                | 33     | 10     | 3      | 3      | 4      |
| S. Coşkun     | 18         | 49         | 44         | 2          | 3          | 1                | 2                | 2                | 0                | 0                | 19     | 51     | 46     | 2      | 3      |
| C. Dağcı      | 28         | 191        | 120        | 65         | 6          | 3                | 18               | 12               | 5                | 1                | 31     | 209    | 132    | 70     | 7      |
| A. Demirciler | 28         | 0          | 0          | 0          | 0          | 2                | 0                | 0                | 0                | 0                | 30     | 0      | 0      | 0      | 0      |
| S. Demir      | 6          | 0          | 0          | 0          | 0          | 0                | 0                | 0                | 0                | 0                | 6      | 0      | 0      | 0      | 0      |
| V. Döne       | 29         | 0          | 0          | 0          | 0          | 3                | 0                | 0                | 0                | 0                | 32     | 0      | 0      | 0      | 0      |
| C. Enaboifo   | 8          | 4          | 1          | 3          | 0          | 1                | 0                | 0                | 0                | 0                | 9      | 4      | 1      | 3      | 0      |
| A. Ferreira   | 30         | 356        | 279        | 50         | 27         | 3                | 32               | 25               | 5                | 2                | 33     | 388    | 304    | 55     | 29     |
| B. Güngör     | 30         | 122        | 87         | 24         | 11         | 3                | 17               | 13               | 3                | 1                | 33     | 139    | 100    | 27     | 12     |
| H. Koç        | 29         | 86         | 39         | 38         | 9          | 3                | 12               | 6                | 6                | 0                | 32     | 98     | 45     | 44     | 9      |
| I. Rodríguez  | 28         | 309        | 236        | 40         | 33         | 2                | 22               | 19               | 1                | 2                | 30     | 331    | 255    | 41     | 35     |
| A. Rouzier    | 30         | 502        | 427        | 32         | 43         | 3                | 43               | 36               | 6                | 1                | 33     | 545    | 463    | 38     | 44     |
| K. Şahin      | 21         | 100        | 60         | 37         | 3          | 1                | 9                | 4                | 4                | 1                | 22     | 109    | 64     | 41     | 4      |
| E. Savaş      | 28         | 105        | 54         | 32         | 19         | 3                | 9                | 8                | 0                | 1                | 31     | 114    | 62     | 32     | 20     |
| F. Uğur       | 20         | 60         | 29         | 29         | 2          | 3                | 3                | 1                | 0                | 2                | 23     | 63     | 30     | 29     | 4      |

P = presenze; PT = punti totali; AV = attacchi vincenti; MV = muri vincenti; BV = battute vincenti